# Vernon Mound
Vernon Mound född 27 augusti 1954 i England, död den 27 augusti 2010 i Göteborg, var en engelsk opera-, musikal- och teaterregissör, scenograf och skolledare. 

## Biografi
Mound studerade vid University of London och började sin verksamhet i England som scenmästare men började snart ägna sig åt regi, totalt uppåt 200 scenproduktioner i stora delar av Europa, USA, Australien och Ryssland, han satte upp ett stort antal föreställningar på de flesta stora scenerna runt om i Sverige och Skandinavien och dog efter en tid av sjukdom på sin 56:e födelsedag under iscensättningen av musikalen Sunset Boulevard vid Göteborgsoperan. Han gjorde sin regidebut i Perth i Australien med musikalen The King and I och fortsatte vid bland annat Opera North, Opera Nova, Opera Viva, South Yorkshire Opera, Holland Park, New Sadler’s Wells Opera och Royal Opera House i Storbritannien. Inte sällan gjorde han även scenografin till sina produktioner.
Han delade sin tid mellan professionella regiuppdrag och undervisnings- och utvecklingsområdet, något han hade ett stort engagemang för i ett flertal länder. Bland annat var han under flera år konstnärlig ledare för The National Youth Music Theatre och den irländska-nordirländska samverkansorganisationen för musikteaterutbildning Music Theatre 4 Youth (MT4UTH), utbildningsledare för drama på Royal College of Music i London, Stella Mann College, Opera North och Scottish Ballet samt delat ledarskap för Youth Music Theatre UK. Han verkade även återkommande vid 
Arts Educational Schools London. Från 2000 var han professor för musikalprogrammet på Högskolan för scen och musik vid Göteborgs universitet och från 2005-2009 även konstnärlig ledare.
Vernon Mound var gift med koreografen Anthoula Papadakis.

## Teaterregi (ofullständig lista)
2010
- Sunset Boulevard (musikal) Göteborgsoperan
- Geppetto in Spring Slutproduktion på Högskolan för scen och musik vid Göteborgs universitet

2009
- Die Verkaufte Braut Darmstadt Stadsteater Tyskland
- The 60s Show Color Line Fantasy
- Into The Woods på Högskolan för scen och musik vid Göteborgs universitet

2008
- Hello Again Borås Stadsteater
- Hello Again Slutproduktion på Högskolan för scen och musik vid Göteborgs universitet

2007
- City of Angels Slutproduktion på Högskolan för scen och musik vid Göteborgs universitet
- Hans och Greta Musik i Väst
- Candide Värmlandsoperan
- Pärlfiskarna Europa Turné

2006
- Il Trovatore, Tbilisi, Georgien, och Dalhalla
- Pygmalion på Högskolan för scen och musik vid Göteborgs universitet
- Guys And Dolls på Högskolan för scen och musik vid Göteborgs universitet
- Sweeney Todd Värmlandsoperan
- West Side Story – Rugby, Storbritannien
- Gianni SchicchiI - Spoleto, Italien

2005
- Evita Darmstadt Stadsteater, Tyskland
- A Little Night Music Slutproduktion på Högskolan för scen och musik vid Göteborgs universitet
- Miss Saigon Göteborgsoperan
- Pärlfiskarna Europa Turné

2004
- Miss Saigon Göteborgsoperan
- Pärlfiskarna Tunré i Nederländerna och Danmark
- Company Arts Educational School, London
- Redhunter YMT:UK

2003
- Pärlfiskarna -National Opera of Tatarstan, Kazan, Ryssland
- Hans och Greta Operahuset, Oslo
- Guys and Dolls Arts Educational School, London
- Such Sweet Thunder National Youth Music Theatre
- Oklahoma Rugby, Storbritannien
- Pärlfiskarna Turné i Nederländerna och Frankrike

2002
- Miss Saigon Malmöoperan[3]
- Manon Lescaut Göteborgsoperan[4]
- Nine Malmöoperan
- Pärlfiskarna Holland Park Theater, London
- Anything Goes Rugby, Storbritannien
- The Late Sleeper National Youth Music Theatre
- Hans och Greta Turné i Norge

2001
- Hans och Greta Värmlandsoperan[5]
- Crazy for You Swindon Youth Theatre
- Half a Sixpence Rugby, Storbritannien

2000
- Les Misérables Malmöoperan
- Les Misérables Göteborgsoperan
- Oliver! Rugby, Storbritannien
- Teaterbåten Tyrols Landsteater, Innsbruck

1999
- West Side Story Tyrols Landsteater, Innsbruck
- Andrea Chenier Den Norske Opera
- Martin Guerre Odense, Danmark
- Blitz-Lionel Bart Rugby, Storbritannien
- Men and My Girl Swindon Youth Theatre

1998
- A Little Night Music Slutproduktion på Högskolan för scen och musik vid Göteborgs universitet
- Kleine Mahagonny på Högskolan för scen och musik vid Göteborgs universitet
- Oliver! Apollo Theater
- Andrea Chenier Sveriges Television

1997
- Andrea Chenier Värmlandsoperan
- Falstaff Göteborgsoperan
- Macbeth - Forsmark
- My Fair Lady Swindon Youth Theatre
- Annie Rugby, Storbritannien

1996
- Les Misérables Värmlandsoperan
- La Cenerentola Helsingfors
- Rigoletto Forsmark[6]